# Батман (анимационен сериал)
Вижте пояснителната страница за други значения на Батман.
Тази статия се отнася за сериала, дебютирал през 2004 г. За игралния сериал от 60-те вижте „Батман (сериал)“. За поредицата от 90-те вижте „Батман: Анимационният сериал“.
„Батман“ (на английски: The Batman) е американски анимационен сериал, базиран на един от най-известните супергерои на ДиСи Комикс – Батман.

## Общ преглед
Въпреки че сериалът носи много елементи от предишни истории за Батман, той не следва реалността от комиксите или тази от „Батман: Анимационният сериал“ и техните спинофове. Също, анимационният стил силно напомня на този в „Приключенията на Джеки Чан“ (като и двата сериала са базирани на дизайна на аниматора Джеф Мацуда), външният вид на много от персонажите, например Жокера, Пингвина и Гатанката, бива много по-различен от този на техните комиксови двойници.
Сериалът прави своята световна премиера по Kids' WB в Съединените щати на 11 септември 2004 г. Премиерните епизоди са излъчвани в съботната програма на Kids' WB. Повторенията на шоуто са по Toonami и Cartoon Network.
Шоуто е критикувано от някои, заради промените в дизайна на персонажите и схващанията на младата публика. Има също и „Бат-Забрана“, заради която повечето от известните персонажи не могат да бъдат използвани в други сериали, особено в „Лигата на Справедливостта без граници“. Терминът „Бат-Забрана“ е използван за пръв път в сайта The World's Finest. Най-характерното е, че Алън Бърнет нарича петия сезон „Смели и дръзки“ – заглавие, което по-късно е използвано за друг сериал с участието на супергероя.

## Издания на DVD
| Име на DVD | Дата на излизане в САЩ | Епизоди |
| ---------- | ---------------------- | ------- |
| Сезон 1    | 7 февруари 2006 г.     | 13      |
| Сезон 2    | 12 септември 2006 г.   | 13      |
| Сезон 3    | 10 април 2007 г.       | 13      |
| Сезон 4    | 20 ноември 2007 г.     | 13      |
| Сезон 5    | 7 юли 2008 г.          | 13      |

## „Батман“ в България
В България сериалът започва излъчване на 17 февруари 2009 г. от 07:40 по Диема Фемили, а разписанието му е всеки делничен ден от 07:15, като е дублиран на български. От 2 март се излъчват по два епизода дневно. От 17 март отново се излъчва само по един епизод, но този път от 07:35, а от 23 март от 07:30. След първи сезон, повечето епизоди от втори и някои от трети се излъчват разбъркано. Четвърти сезон приключва на 14 април. На 21 януари 2011 г. започва повторно излъчване на първи и втори сезон, всеки делничен ден от 06:45 и приключва на 28 февруари. Дублажът е на студио Александра Аудио. Ролите се озвучават от артистите Милица Гладнишка, Елена Пеева в 24 и 34 епизод, Георги Тодоров от 1 до 8 епизод, от 13 до 33, от 35 до 44 и от 51, Стоян Алексиев от 9 до 12 и от 45 до 50, Николай Пърлев в 34, Георги Стоянов и Христо Бонин.
На 3 април 2011 г. започва пети сезон по bTV, всяка събота от 07:30 по два епизода и неделя също от 07:30, но по един. Последният епизод е излъчен на 1 май. На 20 октомври 2013 г. започва от първи сезон с два епизода в 06:00, а разписанието е всяка неделя от 06:00 по четири епизода. В пети сезон ролите се озвучават от артистите Светлана Смолева, Стефан Стефанов, Светломир Радев и Христо Бонин, който в този сезон не озвучава Батман. В първите четири сезона, които са озвучени впоследствие, се озвучават от Стефан Стефанов, Ася Рачева, която във втората половина на четвърти сезон е заместена от Мина Костова, Светломир Радев, Момчил Степанов и Иван Велчев.

### Издания на DVD в България
Преди излъчването на сериала в България, първите шест епизода са издадени на DVD и са със субтитри на български.
| Име на DVD                              | Епизоди                                                         |
| --------------------------------------- | --------------------------------------------------------------- |
| Батман – Набира сила                    | Прилеп в камбанарията Тяга Повикът на Кобълпот                  |
| Батман – Човекът, който ще стане прилеп | Големият студ Човекът, който ще стане прилеп Котката и прилепът |